# Vochysia gigantea
Vochysia gigantea är en tvåhjärtbladig växtart som beskrevs av Stafleu. Vochysia gigantea ingår i släktet Vochysia och familjen Vochysiaceae. Inga underarter finns listade i Catalogue of Life.